# Hands (Little Boots-album)
A Hands Little Boots bemutatkozó nagylemeze. 2009. június 8-án jelent meg a 679 Recordings és Atlantic Records gondozásában, többségben pozitív kritikákat szerezve. A lemez dalai a szerelemről, kapcsolatokról és szakításokról szól, műfajilag diszkó-hatás fedezhető fel benne, de eurodance és szintipop is felfedezhető benne. Az album ötödik helyezést ért el az Egyesült Királyságban, és az első két kislemez, a New in Town és a Remedy top 15-ös számok lettek.

## Felvétel
Boots Los Angeles-ben kezdett el dolgozni bemutatkozó nagylemezén Greg Kurstin és Joe Goddard mellett 2008 elején. Szintén Los Angelesben munkálkodott RedOne producerrel. Miután megnyerte a BBC Sound of 2009 (2009 hangja) elnevezésű szavazást, Dr. Luke producerrel való munkára is lehetőséget kapott, viszont ez sosem valósult meg. 2009 januárjában kezdte el az énekesnő a dallistát összerakni, mely szerinte nehéz munka.
Az album című a Hands című dalból ered. A felvétel rejtett számként kapott helyet a lemezen. A borítóra többek között Patrick Cowley és Amanda Lear borítója hatott, amelyeken megjelent az űrös és fantázia téma. Boots szerint ez a múlt és a jelen keveréke, mely egyben tükrözi az album zenei stílusokat.

## Dalok

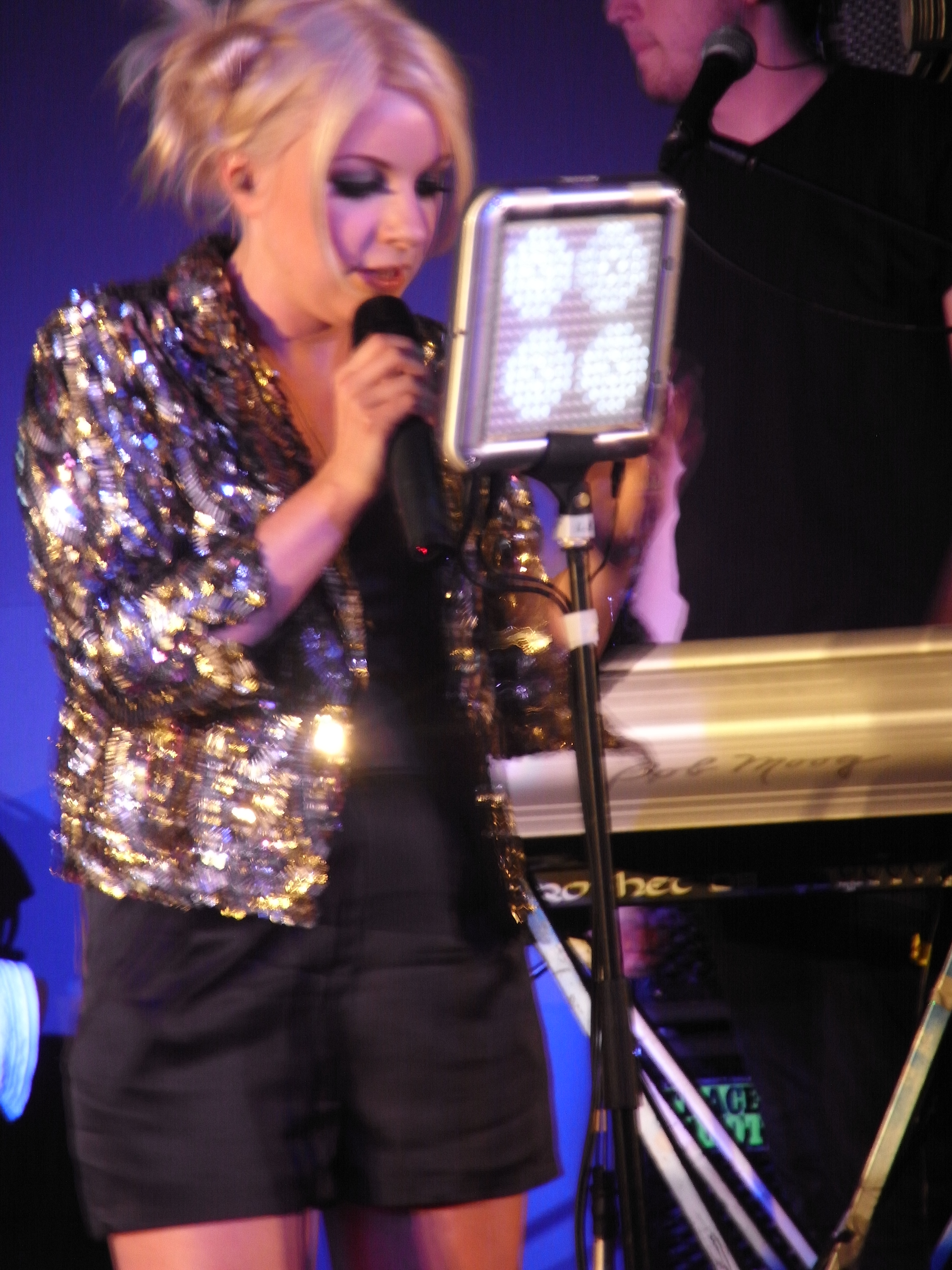
Boots London-ban 2009 májusában, albumát promotálva.

A New in Town az album nyitódala, mely azok a furcsa egyének inspiráltak, akikkel Boots a Hands munkálatai közben találkozott. A lemez első kislemeze lett, miután feltűnő, színes és teljesen más, mint a többi (szám). 2009. május 25-én jelent meg, a brit kislemezlistán 13. helyezést ért el. Az album második felvétele, az Earthquake pozitív véleményeket szerzett a kritikusoktól. A Stuck on Repeat című dalon Kylie Minogue is dolgozott. A diszkó éra inspirálta a dalt, a kritikusok Donna Summer I Feel Love című számához hasonlították. Az album ötödik dala, a Remedy 2009. augusztus 17-én jelent meg a Hands második kislemezeként, hatodik helyet ért el a brit kislemezlistán, melyet két hétig tartott.
A Meddle az album hatodik száma, limitált kiadású kislemezként 2008 augusztusában jelent meg. A brit kislemezlistán 97. helyezést ért el. A dal sample-t tartalmaz az Idle Warship Momma May I című dalából. A Mathematics című felvételre Sylvia Plath Love Is a Parallax című szerzeménye volt hatással. Boots a matematikát szerelmi metaforaként használja. A kilencedik felvétel a Symmetry, mely Philip Oakey közreműködésével készült, így Boots nagy álma vált valóra, ugyanis nagy rajongója a The Human League együttesnek (melynek Philip is tagja). A Tune Into My Heart egy szintetizátorral kísért ballada, hasonlóképpen a Hearts Collide is. Mindkettőt Kylie Minogue stílusához hasonlították. Az album záródala a No Brakes, melyet Pet Shop Boys és Mike Yarwood számaihoz hasonlítottak.

## Kereskedelmi fogadtatás
A Hands a brit albumlista ötödik helyén debütált 2009. június 14-én, az ezt követő héten viszont már 40. helyre esett vissza. A Remedy kiadását követően visszamászott a 23. helyre, négy hétig tartotta pozícióját. 2009. szeptember 4-én az album arany minősítést kapott a szigetországban 100 000 eladott példány után. Az ír albumlistán 20. helyen debütált 2009. június 11-én, a következő héten 44. helyre esett vissza, majd eltűnt a listáról. 2009. június 27-ln az European Top 100 Albums listán 19. helyen debütált a lemez, és még négy hétig maradt a listán.
Az ARIA Hitseekers Albums listán 4., Japánban 36. helyet ért el. Az Egyesült Államokban 2010. március 2-án jelent meg, a Billboard Heatseekers Albums listán 7. helyezésig jutott.

## Promóció
Albumát Boots világszerte promotálta. Először a Later… with Jools Holland című műsor vendége volt 2008. november 7-én. Rövidesen azután hívták meg, hogy MySpace oldalára tett fel dalokat. 2009. március 4-én a Last Call with Carson Daly című amerikai televíziós műsoron is látható volt. Daly-nek adott interjút, és rengeteg fénykép jelent meg egy Los Angeles-i klubból. A Stuck on Repeat-et 2009. május 11-én adta elő a BBC Breakfast című műsorban. A Later… with Jools Holland című műsorba május 15-én visszatért. A BBC Radio 4 műsorán 2009. május 27-én vett részt. 2009. július 3-án a Friday Night with Jonathan Ross című műsor vendége volt. 2008. május 26-án Boots Londonban lépett fel, négy dalt előadva albumáról. Ezek digitális formában jelentek meg 2009. június 1-jén az iTunes-on iTunes Live from London címmel.
A Meddle-t a Skins-ben játszották egy 2009. március 19-én bemutatott epizódban. Szintén 2009-ben a dalt felhasználták egy Victoria’s Secret hirdetéshez. A New in Town a Jennifer's Body című amerikai horrorfilm filmzenei albumára került fel, illetve a 90210 című sorozathoz is felhasználták egyik remixváltozatát. A dal még a Friday Night Lights, Ugly Betty és Mercy című műsorokban került felhasználásra. A Remedy-t 2009. október 9-én használták a Dollhouse egyik epizódjában, de a Gavin & Stacey című sorozatban is hallható volt a dal. A Click című felvételt a Melrose Place-ben használták (2010. március 30-án), a Vámpírnaplók című sorozatban 2010. április 29-én volt hallható.
Az album az Egyesült Királyság 2009. június 8-án jelent meg CD formában és digitálisan. Boots honlapján előrendelhető volt egy exkluzív csomag CD-vel, egy limitált kiadású LP-vel és egy MP3-formátumú remix számmal, továbbá albumra fel nem került dalokkal. Az LP 1000 példányban jelent meg. Az LP végül június 10-én, két nappal a beígért kiadásnál később jelent meg.

## Az album dalai
|     | Cím                                  | Szerző(k)                                      | Producer(ek)         | Hossz |
| --- | ------------------------------------ | ---------------------------------------------- | -------------------- | ----- |
| 1.  | New in Town                          | Victoria Hesketh, Greg Kurstin                 | Kurstin              | 3:19  |
| 2.  | Earthquake                           | Hesketh, Kurstin                               | Kurstin              | 4:04  |
| 3.  | Stuck on Repeat                      | Hesketh, Kurstin, Joe Goddard                  | Goddard              | 3:22  |
| 4.  | Click                                | Hesketh                                        | Jas Shaw, Fred Ball  | 3:16  |
| 5.  | Remedy                               | Hesketh, RedOne                                | RedOne               | 3:19  |
| 6.  | Meddle                               | Hesketh, Kurstin, Goddard                      | Goddard, Kurstin     | 3:16  |
| 7.  | Ghost                                | Hesketh                                        | Shaw, Fred Ball      | 3:03  |
| 8.  | Mathematics                          | Hesketh, Kurstin, Goddard                      | Kurstin, Goddard     | 3:26  |
| 9.  | Symmetry (közreműködik Philip Oakey) | Hesketh, Roy Kerr, Anu Pillai                  | Kid Gloves           | 4:30  |
| 10. | Tune Into My Heart                   | Hesketh, Pascal Gabriel                        | Semothy Jones        | 3:42  |
| 11. | Hearts Collide                       | Hesketh, Richard "Biff" Stannard, Julian Peake | Stannard, Peake      | 3:45  |
| 12. | No Brakes Hands (rejtett szám)       | Hesketh, Stannard, Peake Hesketh               | Stannard, Peake Shaw | 9:57  |

| 13. | Meddle (Tenori-on zongora változat)              | Hesketh, Kurstin, Goddard        | Hesketh                | 3:12 |
| 14. | Love Kills                                       | Giorgio Moroder, Freddie Mercury | Kid Gloves             | 3:41 |
| 15. | New in Town (No One Is Safe – Al Kapranos Remix) | Hesketh, Kurstin                 | Kurstin, Alex Kapranos | 5:21 |

| 13. | Catch 22                                         | Hesketh, Kurstin          | Kurstin           | 3:41 |
| 14. | New in Town (No One Is Safe – Al Kapranos Remix) | Hesketh, Kurstin          | Kurstin, Kapranos | 5:21 |
| 15. | Stuck on Repeat (Akusztikus)                     | Hesketh, Kurstin, Goddard |                   | 4:48 |
| 16. | New in Town (video, rendező: Jake Nava)          |                           |                   | 3:24 |

| 13. | Catch 22                                  | Hesketh, Kurstin          | Kurstin | 3:41 |
| 14. | Stuck on Repeat (Akusztikus)              | Hesketh, Kurstin, Goddard |         | 4:29 |
| 15. | New in Town (video, rendező: Jake Nava)   |                           |         | 3:18 |
| 16. | Remedy (video, rendező: David Wilson)     |                           |         | 3:17 |
| 17. | Earthquake (video, rendező: David Wilson) |                           |         | 3:29 |

## Közreműködők
Forrás:
| - Little Boots – vokál, Tenori-on, billentyűk, szintetizátor - Chrissie Abbott – tervezés - Fred Ball – producer (4); vokál producer (7) - Jonas Bresnan – fényképezés - Tom Elmhirst – keverés (3, 6, 8–10) - Pascal Gabriel – vokál producer (10) - Serban Ghenea – keverés (1) - Joe Goddard – producer (3, 6, 8) - John Hanes – mérnök (1) - Jaimie Hodgson – külön köszönet (5) - Ash Howes – keverés (11, 12a) - Oli Isaacs – menedzser - Semothy Jones – producer (10) - Roy Kerr – programozás (9) - Kid Gloves – producer (9) | - Greg Kurstin – producer (1, 2, 8); keverés (2); producer (6) - Lexxx – keverés (4, 7) - Philip Oakey – vokál (9) - Al O'Connell – mérnök (12b) - Robert Orton – keverés (5) - Dan Parry – keverési asszisztens (3, 6, 8–10) - Julian Peake – producer (11, 12a) - Anu Pillai – mérnök, programozás, szintetizátor (9) - RedOne – producer, mérnök, vocal arrangement, vokál szerkesztése (5) - Tim Roberts – mérnök (1) - Johnny Severin – mérnök, vokál szerkesztése (5) - Jas Shaw – producer, keverés (4, 7); mérnök (12b) - Jamie Smithson – mérnök (9) - Richard "Biff" Stannard – producer (11, 12a) - Karen Tillotson – menedzser |

## Albumlistás helyezések és minősítések
| Albumlista (2009)            | Legjobb helyezés |
| ---------------------------- | ---------------- |
| Ausztrál albumlista          | 4                |
| Európai Top 100 Albums lista | 19               |
| Ír albumlista                | 20               |
| Japán albumlista             | 36               |
| Brit albumlista              | 5                |
| Albumlista (2010)            | Legjobb helyezés |
| US Heatseekers Albums lista  | 7                |

| Ország             | Minősítés |
| ------------------ | --------- |
| Egyesült Királyság | Arany     |

## Megjelenések
| Ország             | Dátum            | Kiadó                            | Formátum               |
| ------------------ | ---------------- | -------------------------------- | ---------------------- |
| Írország           | 2009. június 5.  | 679 Recordings, Atlantic Records | CD, digitális letöltés |
| Egyesült Királyság | 2009. június 8.  | 679 Recordings, Atlantic Records | CD, digitális letöltés |
| Egyesült Királyság | 2009. június 10. | 679 Recordings, Atlantic Records | LP                     |
| Ausztrália         | 2009. június 12. | Warner Music Group               | CD, digitális letöltés |
| Japán              | 2009. július 8.  | Warner Music Group               | CD, digitális letöltés |
| Kanada             | 2010. március 2. | Warner Music Group               | CD, digitális letöltés |
| Egyesült Államok   | 2010. március 2. | Elektra Records                  | CD, digitális letöltés |

## Fordítás
- Ez a szócikk részben vagy egészben  a   Little Boots című angol Wikipédia-szócikk fordításán alapul.  Az eredeti cikk szerkesztőit annak laptörténete sorolja fel. Ez a jelzés csupán a megfogalmazás eredetét és a szerzői jogokat jelzi, nem szolgál a cikkben szereplő információk forrásmegjelöléseként.